# ATP Auckland Open
The ATP Auckland Open, cunoscut în mod obișnuit sub numele său sponsorizat ASB Classic, este un turneu profesionist de tenis masculin care are loc la Auckland, Noua Zeelandă. Turneul se joacă anual la Centrul de tenis ASB, din Parnell. Face parte din seria ATP World Tour 250 a Asociației Profesioniștilor din Tenis (ATP). Turneul are loc anual în ianuarie, cu o săptămână înainte de primul turneu de Grand Slam al sezonului, Australian Open.

## Rezultate

### Simplu
| An   | Campion                                | Finalist                               | Scor                                   |
| ---- | -------------------------------------- | -------------------------------------- | -------------------------------------- |
| 1956 | Robert Perry                           | Allan Burns                            | 6-4, 6-3, 6-3                          |
| 1957 | Finala nu s-a jucat din cauza ploii    | Finala nu s-a jucat din cauza ploii    | Finala nu s-a jucat din cauza ploii    |
| 1958 | Trevor Fancutt                         | Robert Mark                            | 2–6, 6–4, 6–2, 4–6, 6–3                |
| 1959 | Jeff Robson                            | Roy Emerson                            | 6–2, 6–4, 8–6                          |
| 1960 | Roy Emerson                            | Ronald McKenzie                        | 6–3, 6–1, 6–1                          |
| 1961 | Rod Laver                              | Roy Emerson                            | 4–6, 6–3, 6–2, 3–6, 7–5                |
| 1962 | Ken Fletcher                           | Lew Gerrard                            | 6–3, 8–10, 7–5, 6–2                    |
| 1963 | Fred Stolle                            | Bob Hewitt                             | 2–6, 6–3, 6–1, 6–2                     |
| 1964 | Fred Stolle                            | Lew Gerrard                            | 6–3, 6–1, 6–1                          |
| 1965 | Roy Emerson                            | Pierre Barthes                         | 3–6, 8–6, 7–5, 6–3                     |
| 1966 | Roy Emerson                            | Roger Taylor                           | 6–4, 6–3, 6–1                          |
| 1967 | Roy Emerson                            | Owen Davidson                          | 6–4, 6–2, 7–5                          |
| 1968 | Barry Phillips-Moore                   | Onny Parun                             | 6–3, 6–8, 1–6, 6–3, 6–2                |
| 1969 | Tony Roche                             | Rod Laver                              | 6–1, 6–4, 4–6, 6–3                     |
| 1970 | Roger Taylor                           | Tom Okker                              | 6–4, 6–4, 6–1                          |
| 1971 | Robert Carmichael                      | Allan Stone                            | 7–6, 7–6, 6–3                          |
| 1972 | Ray Ruffels                            | John Alexander                         | 6–4, 6–4, 7–6                          |
| 1973 | Onny Parun                             | Patrick Proisy                         | 4–6, 6–7, 6–2, 6–0, 7–6                |
| 1974 | Björn Borg                             | Onny Parun                             | 6–4, 6–3, 6–1                          |
| 1975 | Onny Parun                             | Brian Fairlie                          | 4–6, 6–4, 6–4, 6–7, 6–4                |
| 1976 | Onny Parun                             | Brian Fairlie                          | 6–2, 6–3, 4–6, 6–3                     |
| 1977 | Vijay Amritraj                         | Tim Wilkison                           | 7–6, 5–7, 6–1, 6–2                     |
| 1978 | Eliot Teltscher                        | Onny Parun                             | 6–3, 7–5, 6–1                          |
| 1979 | Tim Wilkison                           | Peter Feigl                            | 6–3, 6–7, 6–4, 2–6, 6–2                |
| 1980 | John Sadri                             | Tim Wilkison                           | 6–4, 3–6, 6–3, 6–4                     |
| 1981 | Bill Scanlon                           | Tim Wilkison                           | 6–7, 6–3, 3–6, 7–6, 6–0                |
| 1982 | Tim Wilkison                           | Russell Simpson                        | 6–4, 6–4, 6–4                          |
| 1983 | John Alexander                         | Russell Simpson                        | 6–4, 6–3, 6–3                          |
| 1984 | Danny Saltz                            | Chip Hooper                            | 4–6, 6–3, 6–4, 6–4                     |
| 1985 | Chris Lewis                            | Wally Masur                            | 7–5, 6–0, 2–6, 6–4                     |
| 1986 | Mark Woodforde                         | Bud Schultz                            | 6–4, 6–3, 3–6, 6–4                     |
| 1987 | Miloslav Mečíř                         | Michiel Schapers                       | 6–2, 6–3, 6–4                          |
| 1988 | Amos Mansdorf                          | Ramesh Krishnan                        | 6–3, 6–4                               |
| 1989 | Ramesh Krishnan                        | Amos Mansdorf                          | 6–4, 6–0                               |
| 1990 | Scott Davis                            | Andrei Chesnokov                       | 4–6, 6–3, 6–3                          |
| 1991 | Karel Nováček                          | Jean-Philippe Fleurian                 | 7–6(7–5), 7–6(7–4)                     |
| 1992 | Jaime Yzaga                            | MaliVai Washington                     | 7–6(8–6), 6–4                          |
| 1993 | Alexander Volkov                       | MaliVai Washington                     | 7–6(7–2), 6–4                          |
| 1994 | Magnus Gustafsson                      | Patrick McEnroe                        | 6–4, 6–0                               |
| 1995 | Thomas Enqvist                         | Chuck Adams                            | 6–2, 6–1                               |
| 1996 | Jiří Novák                             | Brett Steven                           | 6–4, 6–4                               |
| 1997 | Jonas Björkman                         | Kenneth Carlsen                        | 7–6, 6–0                               |
| 1998 | Marcelo Ríos                           | Richard Fromberg                       | 4–6, 6–4, 7–6(7–3)                     |
| 1999 | Sjeng Schalken                         | Tommy Haas                             | 6–4, 6–4                               |
| 2000 | Magnus Norman                          | Michael Chang                          | 3–6, 6–3, 7–5                          |
| 2001 | Dominik Hrbatý                         | Francisco Clavet                       | 6–4, 2–6, 6–3                          |
| 2002 | Greg Rusedski                          | Jérôme Golmard                         | 6–7, 6–4, 7–5                          |
| 2003 | Gustavo Kuerten                        | Dominik Hrbatý                         | 6–3, 7–5                               |
| 2004 | Dominik Hrbatý                         | Rafael Nadal                           | 4–6, 6–2, 7–5                          |
| 2005 | Fernando González                      | Olivier Rochus                         | 6–4, 6–2                               |
| 2006 | Jarkko Nieminen                        | Mario Ančić                            | 6–2, 6–2                               |
| 2007 | David Ferrer                           | Tommy Robredo                          | 6–4, 6–2                               |
| 2008 | Philipp Kohlschreiber                  | Juan Carlos Ferrero                    | 7–6(7–4), 7–5                          |
| 2009 | Juan Martín del Potro                  | Sam Querrey                            | 6–4, 6–4                               |
| 2010 | John Isner                             | Arnaud Clément                         | 6–3, 5–7, 7–6(7–2)                     |
| 2011 | David Ferrer                           | David Nalbandian                       | 6–3, 6–2                               |
| 2012 | David Ferrer                           | Olivier Rochus                         | 6–3, 6–4                               |
| 2013 | David Ferrer                           | Philipp Kohlschreiber                  | 7–6(7–5), 6–1                          |
| 2014 | John Isner                             | Lu Yen-hsun                            | 7–6(7–4),7–6(9–7)                      |
| 2015 | Jiří Veselý                            | Adrian Mannarino                       | 6–3, 6–2                               |
| 2016 | Roberto Bautista Agut                  | Jack Sock                              | 6–1, 1–0, Ret.                         |
| 2017 | Jack Sock                              | João Sousa                             | 6–3, 5–7, 6–3                          |
| 2018 | Roberto Bautista Agut                  | Juan Martín del Potro                  | 6–1, 4–6, 7–5                          |
| 2019 | Tennys Sandgren                        | Cameron Norrie                         | 6–4, 6–2                               |
| 2020 | Ugo Humbert                            | Benoît Paire                           | 7–6(7–2), 3–6, 7–6(7–5)                |
| 2021 | Anulat din cauza pandemiei de COVID-19 | Anulat din cauza pandemiei de COVID-19 | Anulat din cauza pandemiei de COVID-19 |
| 2022 | Anulat din cauza pandemiei de COVID-19 | Anulat din cauza pandemiei de COVID-19 | Anulat din cauza pandemiei de COVID-19 |
| 2023 | Richard Gasquet                        | Cameron Norrie                         | 4–6, 6–4, 6–4                          |
| 2024 | Alejandro Tabilo                       | Taro Daniel                            | 6–2, 7–5                               |
| 2025 | Gaël Monfils                           | Zizou Bergs                            | 6–3, 6–4                               |

### Dublu
| An   | Campioni                               | Finaliști                              | Scor                                   |
| ---- | -------------------------------------- | -------------------------------------- | -------------------------------------- |
| 1968 | Dick Crealy Barry Phillips-Moore       |                                        |                                        |
| 1969 | Raymond Moore Roger Taylor             | Mal Anderson Toomas Leius              | 13–15, 6–3, 8–6, 8–6                   |
| 1970 | Dick Crealy Ray Ruffels                |                                        |                                        |
| 1971 | Bob Carmichael Ray Ruffels             | Brian Fairlie Raymond Moore            | 6–3, 6–7, 6–4, 4–6, 6–3                |
| 1972 | Bob Carmichael Ray Ruffels             |                                        |                                        |
| 1973 | Brian Fairlie Allan Stone              |                                        |                                        |
| 1974 | Syd Ball Bob Giltinan                  | Ray Ruffels Allan Stone                | 6–1, 6–4                               |
| 1975 | Bob Carmichael Ray Ruffels             | Brian Fairlie Onny Parun               | 7–6, Ret.                              |
| 1976 | Nu s-a finalizat                       | Nu s-a finalizat                       | Nu s-a finalizat                       |
| 1977 | Chris Lewis Russell Simpson            | Peter Langsford Jonathan Smith         | 7–6, 6–4                               |
| 1978 | Chris Lewis Russell Simpson            | Rod Frawley Karl Meiler                | 6–1, 7–6                               |
| 1979 | Bernard Mitton Kim Warwick             | Andrew Jarrett Jonathan Smith          | 6–3, 2–6, 6–3                          |
| 1980 | Peter Feigl Rod Frawley                | John Sadri Tim Wilkison                | 6–2, 7–5                               |
| 1981 | Ferdi Taygan Tim Wilkison              | Tony Graham Bill Scanlon               | 7–5, 6–1                               |
| 1982 | Andrew Jarrett Jonathan Smith          | Larry Stefanki Robert Van't Hof        | 7–5, 7–6                               |
| 1983 | Chris Lewis Russell Simpson            | David Graham Laurie Warder             | 7–6, 6–3                               |
| 1984 | Brian Levine John Van Nostrand         | Brad Drewett Chip Hooper               | 7–5, 6–2                               |
| 1985 | John Fitzgerald Chris Lewis            | Broderick Dyke Wally Masur             | 7–6, 6–2                               |
| 1986 | Broderick Dyke Wally Masur             | Karl Richter Rick Rudeen               | 6–3, 6–4                               |
| 1987 | Kelly Jones Brad Pearce                | Carl Limberger Mark Woodforde          | 7–6, 7–6                               |
| 1988 | Marty Davis Tim Pawsat                 | Sammy Giammalva Jr. Jim Grabb          | 6–3, 3–6, 6–4                          |
| 1989 | Steve Guy Shuzo Matsuoka               | John Letts Bruce Man-Son-Hing          | 7–6, 7–6                               |
| 1990 | Kelly Jones Robert Van't Hof           | Gilad Bloom Paul Haarhuis              | 7–6, 6–0                               |
| 1991 | Sergio Casal Emilio Sánchez            | Grant Connell Glenn Michibata          | 4–6, 6–3, 6–4                          |
| 1992 | Wayne Ferreira Jim Grabb               | Grant Connell Glenn Michibata          | 6–4, 6–3                               |
| 1993 | Grant Connell Patrick Galbraith        | Alex Antonitsch Alexander Volkov       | 6–3, 7–6                               |
| 1994 | Patrick McEnroe Jared Palmer           | Grant Connell Patrick Galbraith        | 6–2, 4–6, 6–4                          |
| 1995 | Grant Connell Patrick Galbraith        | Luis Lobo Javier Sánchez               | 6–4, 6–3                               |
| 1996 | Marcos Ondruska Jack Waite             | Jonas Björkman Brett Steven            | W/O                                    |
| 1997 | Ellis Ferreira Patrick Galbraith       | Rick Leach Jonathan Stark              | 6–4, 4–6, 7–6                          |
| 1998 | Patrick Galbraith Brett Steven         | Tom Nijssen Jeff Tarango               | 6–4, 6–2                               |
| 1999 | Jeff Tarango Daniel Vacek              | Jiří Novák David Rikl                  | 7–5, 7–5                               |
| 2000 | Ellis Ferreira Rick Leach              | Olivier Delaître Jeff Tarango          | 7–5, 6–4                               |
| 2001 | Marius Barnard Jim Thomas              | David Adams Martín García              | 7–6, 6–4                               |
| 2002 | Jonas Björkman Todd Woodbridge         | Martín García Cyril Suk                | 7–6, 7–6                               |
| 2003 | David Adams Robbie Koenig              | Tomáš Cibulec Leoš Friedl              | 7–6, 4–6, 6–3                          |
| 2004 | Mahesh Bhupathi Fabrice Santoro        | Jiří Novák Radek Štěpánek              | 4–6, 7–5, 6–3                          |
| 2005 | Yves Allegro Michael Kohlmann          | Simon Aspelin Todd Perry               | 6–4, 7–6                               |
| 2006 | Andrei Pavel Rogier Wassen             | Simon Aspelin Todd Perry               | 6–3, 5–7, [10–4]                       |
| 2007 | Jeff Coetzee Rogier Wassen             | Simon Aspelin Chris Haggard            | 6–7, 6–3, [10–2]                       |
| 2008 | Luis Horna Juan Mónaco                 | Xavier Malisse Jürgen Melzer           | 6–4, 3–6, [10–7]                       |
| 2009 | Martin Damm Robert Lindstedt           | Scott Lipsky Leander Paes              | 7–5, 6–4                               |
| 2010 | Marcus Daniell Horia Tecău             | Marcelo Melo Bruno Soares              | 7–5, 6–4                               |
| 2011 | Marcel Granollers Tommy Robredo        | Johan Brunström Stephen Huss           | 6–4, 7–6(8–6)                          |
| 2012 | Oliver Marach Alexander Peya           | František Čermák Filip Polášek         | 6–3, 6–2                               |
| 2013 | Colin Fleming Bruno Soares             | Johan Brunström Frederik Nielsen       | 7–6(7–1), 7–6(7–2)                     |
| 2014 | Julian Knowle Marcelo Melo             | Alexander Peya Bruno Soares            | 4–6, 6–3, [10–5]                       |
| 2015 | Raven Klaasen Leander Paes             | Dominic Inglot Florin Mergea           | 7–6(7–1), 6–4                          |
| 2016 | Mate Pavić Michael Venus               | Eric Butorac Scott Lipsky              | 7–5, 6–4                               |
| 2017 | Marcin Matkowski Aisam-ul-Haq Qureshi  | Jonathan Erlich Scott Lipsky           | 1–6, 6–2, [10–3]                       |
| 2018 | Oliver Marach Mate Pavić               | Max Mirnyi Philipp Oswald              | 6–4, 5–7, [10–7]                       |
| 2019 | Ben McLachlan Jan-Lennard Struff       | Raven Klaasen Michael Venus            | 6–3, 6–4                               |
| 2020 | Luke Bambridge Ben McLachlan           | Marcus Daniell Philipp Oswald          | 7–6(7–3), 6–3                          |
| 2021 | Anulat din cauza pandemiei de COVID-19 | Anulat din cauza pandemiei de COVID-19 | Anulat din cauza pandemiei de COVID-19 |
| 2022 | Anulat din cauza pandemiei de COVID-19 | Anulat din cauza pandemiei de COVID-19 | Anulat din cauza pandemiei de COVID-19 |
| 2023 | Nikola Mektić Mate Pavić (3)           | Nathaniel Lammons Jackson Withrow      | 6–4, 6–7(5–7), [10–6]                  |
| 2024 | Nikola Mektić (2) Wesley Koolhof       | Marcel Granollers Horacio Zeballos     | 6–3, 6–7(5–7), [10–7]                  |
| 2025 | Nikola Mektić (3) Michael Venus(2)     | Christian Harrison Rajeev Ram          | w/o                                    |